# Pose
Pose – amerykański serial telewizyjny (dramat) wyprodukowany przez Brad Falchuk Teley-Vision, Ryan Murphy Productions, FX Productions oraz Fox 21 Television Studios, którego twórcami są Ryan Murphy, Brad Falchuk i Steven Canals. Serial był emitowany od 3 czerwca 2018 roku przez FX. Dostępny jest na platformie Netflix.
Akcja serialu dzieje się w latach 1986–1988 w Nowym Jorku. Pose pokazuje różnorodność miasta opisując historie nieakceptowanej społeczności LGBT i jej członków zgromadzonych wokół słynnych „domów”. Serial był inspirowany dokumentem Jennie Livingstone Paryż płonie, opowiadającym o podziemnej subkulturze LGBT, której członkowie łączą się w komuny, zwane domami i na popularnych balach rywalizują w różnych kategoriach o trofea.
Niektóre charaktery w serialu zostały oparte na prawdziwych postaciach, podobnie jak domy, o których w nim mowa. Przykładowo, w pierwszym odcinku, jako sędzia w klubie, występuje Jose Gutierez Xtravaganza, wynalazca voguingu i członek legendarnego House of Xtravaganza, a także Jose Pendavis Williams, członek House of Pendavis.
Premiera drugiego sezonu odbyła się 11 czerwca 2019. Trzeci i ostatni sezon miał premierę 2 maja 2021, a ostatni odcinek został wyemitowany 6 czerwca 2021.

## Obsada
- Evan Peters jako Stan Bowes[2] (sezon 1)
- Kate Mara jako Patty Bowes[2] (sezon 1)
- James Van Der Beek jako Matt Bromley[2] (sezon 1)
- Mj Rodriguez jako Blanca Rodriguez-Evangelista[3]
- Dominique Jackson(inne języki) jako Elektra Abundance[3]
- Billy Porter jako Prayerful „Pray” Tell
- Indya Moore(inne języki) jako Angel Vasquez-Evangelista[3]
- Ryan Jamaal Swain(inne języki) jako Damon Richards-Evangelista
- Charlayne Woodard(inne języki) jako Helena St. Rogers (sezon 1; sezon 2 gościnnie)
- Hailie Sahar(inne języki) jako Lulu Evangelista[3]
- Angelica Ross(inne języki) jako Candy Johnson-Ferocity[3] (sezon 1–2; sezon 3 gościnnie)
- Angel Bismark Curiel(inne języki) jako Esteban „Lil Papi” Martinez-Evangelista
- Dyllón Burnside(inne języki) jako Ricky Evangelista
- Sandra Bernhard jako Judy Kubrak (sezon 2–3; sezon 1 gościnnie)
- Jason A. Rodriguez(inne języki) jako Lemar Khan (sezon 3; sezon 1–2 rola drugoplanowa)

## Odcinki
| Sezon | Odcinki | Oryginalna emisja w FX | Oryginalna emisja w FX |
| Sezon | Odcinki | Premiera sezonu        | Finał sezonu           |
| ----- | ------- | ---------------------- | ---------------------- |
| 1     | 8       | 3 czerwca 2018         | 22 lipca 2018          |
| 2     | 10      | 11 czerwca 2019        | 20 sierpnia 2019       |
| 3     | 8       | 2 maja 2021            | 6 czerwca 2021         |

### Sezon 1 (2018)
| Nr | # | Tytuł                | Reżyseria             | Scenariusz                               | Premiera FX     |
| -- | - | -------------------- | --------------------- | ---------------------------------------- | --------------- |
| 1  | 1 | Pilot                | Ryan Murphy           | Ryan Murphy, Brad Falchuk, Steven Canals | 3 czerwca 2018  |
| 2  | 2 | Access               | Ryan Murphy           | Ryan Murphy, Brad Falchuk, Steven Canals | 10 czerwca 2018 |
| 3  | 3 | Giving and Receiving | Nelson Cragg          | Janet Mock, Our Lady J                   | 17 czerwca 2018 |
| 4  | 4 | The Fever            | Gwyneth Horder-Payton | Janet Mock                               | 24 czerwca 2018 |
| 5  | 5 | Mother's Day         | Silas Howard          | Steven Canals;                           | 1 lipca 2018    |
| 6  | 6 | Love Is The Message  | Janet Mock            | Ryan Murphy, Janet Mock                  | 8 lipca 2018    |
| 7  | 7 | Pink Slip            | Tina Mabry            | Steven Canals, Our Lady J                | 15 lipca 2018   |
| 8  | 8 | Mother of the Year   | Gwyneth Horder-Payton | Ryan Murphy, Brad Falchuk, Steven Canals | 15 lipca 2018   |

### Sezon 2 (2019)
| Nr | #  | Tytuł                            | Reżyseria             | Scenariusz                               | Premiera FX      |
| -- | -- | -------------------------------- | --------------------- | ---------------------------------------- | ---------------- |
| 9  | 1  | Acting Up                        | Gwyneth Horder-Payton | Ryan Murphy, Brad Falchuk, Steven Canals | 11 czerwca 2019  |
| 10 | 2  | Worth It                         | Gwyneth Horder-Payton | Janet Mock                               | 18 czerwca 2019  |
| 11 | 3  | Butterfly/Cocoon                 | Janet Mock            | Our Lady J                               | 25 czerwca 2019  |
| 12 | 4  | Never Knew Love Like This Before | Ryan Murphy           | Ryan Murphy, Janet Mock                  | 9 lipca 2019     |
| 13 | 5  | What Would Candy Do?             | Tina Mabry            | Steven Canals                            | 16 lipca 2019    |
| 14 | 6  | Love’s In Need Of Love Today     | Tina Mabry            | Brad Falchuk, Our Lady J                 | 23 lipca 2019    |
| 15 | 7  | Blow                             | Jennie Livingston     | Janet Mock                               | 30 lipca 2019    |
| 16 | 8  | Revelations                      | Steven Canals         | Steven Canals                            | 6 sierpnia 2019  |
| 17 | 9  | Life's a Beach                   | Gwyneth Horder-Payton | Janet Mock, Our Lady J                   | 13 sierpnia 2019 |
| 18 | 10 | In My Heels                      | Janet Mock            | Ryan Murphy, Brad Falchuk, Steven Canals | 20 sierpnia 2019 |

### Sezon 3 (2021)
| Nr | # | Tytuł                              | Reżyseria     | Scenariusz                                                       | Premiera FX    |
| -- | - | ---------------------------------- | ------------- | ---------------------------------------------------------------- | -------------- |
| 19 | 1 | On the Run                         | Janet Mock    | Steven Canals, Janet Mock                                        | 2 maja 2021    |
| 20 | 2 | Intervention                       | Steven Canals | Steven Canals, Our Lady J                                        | 2 maja 2021    |
| 21 | 3 | The Trunk                          | Tina Mabry    | Janet Mock, Brad Falchuk                                         | 9 maja 2021    |
| 22 | 4 | Take Me To Church                  | Janet Mock    | Janet Mock, Steven Canals, Brad Falchuk                          | 16 maja 2021   |
| 23 | 5 | Something Borrowed, Something Blue | Steven Canals | Steven Canals, Brad Falchuk                                      | 23 maja 2021   |
| 24 | 6 | Something Old, Something New       | Janet Mock    | Janet Mock                                                       | 30 maja 2021   |
| 25 | 7 | Series Finale (Part I)             | Steven Canals | Ryan Murphy, Brad Falchuk, Steven Canals, Janet Mock, Our Lady J | 6 czerwca 2021 |
| 26 | 8 | Series Finale (Part II)            | Steven Canals | Ryan Murphy, Brad Falchuk, Steven Canals, Janet Mock, Our Lady J | 6 czerwca 2021 |

## Produkcja
18 marca 2017 roku, ogłoszono, że Ryan Murphy rozpoczął pracę nad pilotowym odcinkiem serialu dla stacji  FX.
W październiku 2017 roku, poinformowano, że główne role w serialu zagrają: Mj Rodriguez, Indya Moore, Dominique Jackson, Hailie Sahar oraz Angelica Ross.
W tym samym miesiącu, że James Van Der Beek, Kate Mara i Evan Peters dołączyli do obsady.
28 grudnia 2017 roku, stacja FX ogłosiła zamówienie pierwszego sezonu.
13 lipca 2018 roku, stacja FX ogłosiła przedłużenie serialu o drugi sezon.
18 czerwca 2019 roku, stacja FX zamówiła trzeci sezon serialu.